# Jean Dagobert d'Aigrefeuille
Pour les articles homonymes, voir Aigrefeuille.
Jean Dagobert d’Aigrefeuille, né le 8 juin 1753 à Colmar et mort le 15 octobre 1816, est un juriste, théologien et haut fonctionnaire en France, en Suisse et sur la rive gauche du Rhin,.

## Biographie
Jean Dagobert d’Aigrefeuille est le fils de Jean d’Aigrefeuille, conseiller du roi sous l’Ancien Régime, et de Marie Anne Reech. Le 17 mai 1769, il obtient un diplôme en philosophie du droit à l’université de Strasbourg, mais il est probable qu’il y a étudié la théologie catholique car on le retrouve, en 1776, prêtre catholique à Bâle. Il devient ensuite recteur du chapitre de l’abbaye de Murbach en 1778, puis de l’église du chapitre à Cernay (Haut-Rhin) en 1785.
Il signe en tant que recteur de l’église du chapitre de Guebwiller la Constitution civile du clergé en 1791, mais est cependant le premier prêtre du Haut-Rhin à démissionner. Il est ensuite nommé commissaire du gouvernement à Ammerschwihr, agent national à Riquewihr, et finalement en 1798 secrétaire général du « Commissariat général de la République française » à Mayence, où il sert avec Mathias Metternich comme chef de l’administration française du « Bureau de dénonciation ». En 1799 il devient le secrétaire privé de Joseph Lakanal, qui possédait, comme lui, un parcours en théologie.
Peu après sa prise de pouvoir en 1799, Napoléon Bonaparte crée en 1800 dans toute la France de nouvelles structures administratives. Des parties de ce qui sera plus tard la Hesse rhénane et le Palatinat sont absorbées dans le nouveau département du Mont-Tonnerre. Dans ce contexte, Jean Dagobert d’Aigrefeuille est nommé directeur des contributions pour le département du Mont-Tonnerre : il est ainsi responsable de la collecte des impôts directs.
Il devient également membre du Conseil général, ainsi que du collège d’électeurs de Mayence.